# メリオネス伯爵
メリオネス伯爵（メリオネスはくしゃく、英語: Earl of Merioneth）は、イギリス（連合王国）の伯爵位。
1947年11月20日、イギリス王女エリザベスとギリシャ王族のフィリップ王子の婚姻に際して創設され、フィリップが初代伯爵に叙された。メリオネスは、ウェールズの地名。
エディンバラ公爵の従属爵位としてフィリップに叙爵された。英国では、その法定推定相続人（最年長の息子）は父が持つ2番目の爵位を儀礼称号として使用する。これに従えばフィリップの長男であるチャールズは、メリオネス伯爵チャールズと呼称される予定であった。しかし、「国王の女系/母系子孫は王子の称号を与えられない」という原則があったものの、チャールズは将来国王になることが確実であったため、ジョージ6世は自身の初孫でもあったチャールズを王子とする勅令を出した。王子の称号は従属称号よりも格上であるため、チャールズがメリオネス伯爵と呼称されることは一度としてなかった。

## メリオネス伯爵一覧
| 代数 | 受爵者     | 画像 | 受爵期間                      | 備考                                                                         |
| ---- | ---------- | ---- | ----------------------------- | ---------------------------------------------------------------------------- |
| 1    | フィリップ |      | 1947年11月20日 - 2021年4月9日 | 1952年より王配（エリザベス2世）。 エディンバラ公爵・グリニッジ男爵を兼ねる。 |
| 2    | チャールズ |      | 2021年4月9日 - 2022年9月8日   | のちのチャールズ3世。即位により王冠に統合。                                  |